# اشتفان چامبال
اشتفان چامبال (چکی: Štefan Čambal؛ ۱۶ دسامبر ۱۹۰۸ – ۱۸ ژوئیهٔ ۱۹۹۰) بازیکن و مربی فوتبال اهل چکسلواکی بود.

## باشگاهی
از باشگاه‌هایی که در آن بازی کرده‌است می‌توان به باشگاه فوتبال اسلاویا پراگ و باشگاه فوتبال اسلوان براتیسلاوا اشاره کرد.

## تیم ملی
وی سابقه ۲۲ بازی برای تیم ملی فوتبال چکسلواکی را در کارنامه دارد.